# Homalonychus
Homalonychus és un gènere d'aranyes araneomorfes, l'únic gènere de la família dels homaloníquids (Homalonychidae). El gènere fou descrit per G. Marx el 1891; la família, per Eugène Simon el 1893.
No construeixen teranyines i es troben habitualment sota roques o entre la vegetació morta. Com a mínim, les dues espècies de Nord-amèrica viuen en els deserts. Es camuflen adaptant la coloració del cos amb l'entorn i es posen terra al damunt gràcies a un tipus de pèls especialitzats; de vegades, es poden enterrar parcialment.
Dues espècies són pròpies de Mèxic i de la part meridional dels EUA. H. theologus es troba més cap a l'oest del Riu Colorado, i H. selenopoides més a l'est, amb algunes poblacions presents al Vall de la Mort i a Mercury, Nevada.

## Sistemàtica
Segons el World Spider Catalog amb data de 23 de març de 2019, Homalonychus –Marx, 1891– té tres espècies descrites:
- Homalonychus raghavai Patel & Reddy, 1991 (Índia)
- Homalonychus selenopoides Marx, 1891 (EUA, Mèxic)
- Homalonychus theologus Chamberlin, 1924 (EUA, Mèxic)

L'any 1991 va ser descrita l'espècie Homalonychus raghavai trobada a l'Índia; però d'acord amb Platnick, caldria revisar la seva inclusió dins d'aquest gènere. També cal tenir present que el 2004 considerava aquesta família com una subfamília dels zodàrids (Zodaridae).

## Referències

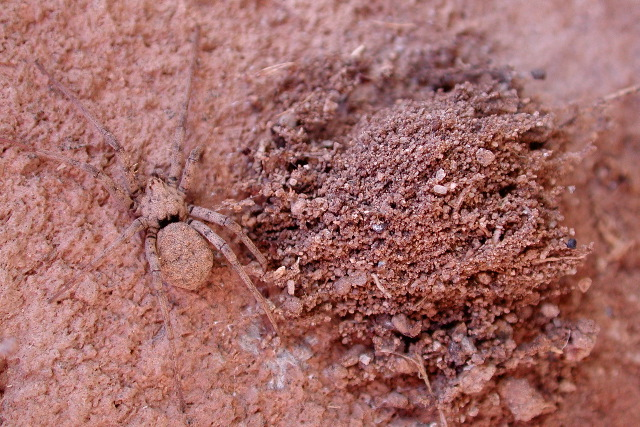
Homalonychus amb la posta